# Genghis Khan (песня Miike Snow)
«Genghis Khan» (рус. Чингисхан) — песня шведской инди-поп группы Miike Snow с их третьего студийного альбома iii (2016). Песня была написана и спродюсирована группой совместно с Генриком Джонбеком.
«Genghis Khan» была выпущена как второй сингл, входящий в третий полноценный альбом группы, 3 декабря 2015 года. Он получил в целом положительные отзывы от музыкальных критиков, многие из которых сочли его центром альбома и хвалили за броскость, хотя некоторые остались недовольны выбранной тематикой. С коммерческой точки зрения, он входит в число самых успешных синглов группы и фигурирует в нескольких чартах Billboard. «Genghis Khan» стала первой песней группы, попавшей в чарты в их родной Швеции, достигнув восьмого места в Heatseeker. Сингл также достиг 86-й строчки в Канаде, где получил золотую сертификацию, достиг 44 места в Австралии.

## История создания и релиз
«Genghis Khan» является одной из двух песен альбома, которые были спродюсированы группой совместно с Генриком Джонбеком. Во время работы над своим предыдущим студийным альбомом Happy to You (2012) группа была сосредоточена на единообразном звучании, так как Вятт, солист группы, хотел представить последовательный характер выступления во время концертов. В альбоме iii певец решил отказаться от предыдущей концепции, так как он решил уделить внимание тому, как можно показать себя в студии, а не на сцене. Вятт адаптировал свой стиль пения, исходя из настроения каждой песни на протяжении всего альбома.
Песня была задумана солистом Эндрю Вяттом, когда тот состоял в неопределенных отношениях, в которых он чувствовал себя тираном, сравнивая свою жестокость с жестокостью монгольского правителя Чингисхана. Певцу казалось уместным заводить посторонние половые связи в такой ситуации, в то время как его девушка настаивала на недопустимости создания каких-либо ещё романтических отношений с его стороны. В песне Вятт не поддерживает Чингисхана, а наоборот, через образ правителя он раскрывает слушателю свои отрицательные черты.
Премьера «Genghis Khan» состоялась 3 декабря 2015 года на официальном YouTube канале Mikkie Snow. Одновременно с этим лэйблы Jackalope и Atlantic распространили его среди цифровых розничных продавцов. Впоследствии сингл прозвучал на альтернативном радио США 12 января 2016 года. Другой цифровой релиз под названием Remixes был выпущен 29 января 2016 года. Набор состоит из пяти ремиксов на песню от исполнителей Louis the Child, Hook n Sling, Empress Of, CID and Yacht Club.

## Оценки критиков
«Genghis Khan» получила в целом положительные отзывы музыкальных критиков. Составляя рецензию на весь альбом, Дерек Стейплс из Consequence of Sound выделил эту песню: «Не более, чем топот ногами из-за подростковых проблем с доверием, Genghis Khan превращает наследие жестокого правителя в комедийное действо». Шон Монье из Metro Weekly посчитал её «цепляющей и заразительной», написав: «Это песня настолько жизнерадостна, насколько ей позволяет тематика о проблемах с доверием, и, к счастью, она никогда не становится слишком самонадеянной». Эмили Землер из Relix посчитала, что сингл «имеет заводной ритм и броский запоминающийся припев».
Мэдлин Уокер, писавшая для Odyssey, похвалила «хитрый и уникальный» текст, рецензировав: «До нынешнего момента я практически никогда не слышала песен, которые могли сравнить любовь, тоску и эгоизм с одним из самых страшных, но уважаемых диктаторов в мире». С другой стороны, Эрик Реннер Браун из Entertainment Weekly считает, что «опытность группы не всегда распространяется на написание текстов их песен», определив сравнение ревности и монгольского военачальника как «неудачное». Кену Капобианко из The Boston Globe показалось, что постановка iii чрезмерно компенсирует вокал Вятта и «плохо продуманную лирику». Капобиано заключил: «Идея самоотвращения и жуткой одержимости в песне „Genghis Khan“ превращаются в заискивающую танцевальную музыку для женщин, возбуждающихся от запретительных приказов». DIY-критик Дэвид Бич полагал, что песня может и демонстрирует уверенность, но считал её «менее органичной и более запутанной», чем более ранние работы группы.

## Коммерческий успех
С коммерческой точки зрения «Genghis Khan» входит в число самых успешных синглов Mikkie Snow. Он дебютировал в шведском чарте Heatseeker 3 марта 2016 на девятом месте. Это был первый сингл группы, который попал в чарты в их родной стране, Швеции. На следующей неделе он поднялся до пиковой позиции, остановившись на восьмом месте. В Австралии «Genghis Khan» три недели находился в чарте синглов и достиг 44 позиции. В Канаде песня пробыла неделю на 86 месте в Canadian Hot 100. Она также достигла 12-го места в Billboard 's Canada Rock. Позже сингл получил золотую сертификацию Music Canada.
Сингл дебютировал на 45-м месте в выпуске Billboard от 20 января 2016 года. Песня достигла пика на 12 месте 26 марта 2016 года и в общей сложности провела в чарте 21 неделю. Он также появился в чарте Rock Airplay на 12-м месте. В конце 2016 года Billboard поставил песню на 25 место в категории «Alternative Songs» и на 35 место в «Hot Rock Songs». 20 ноября 2020 года песня была сертифицирована платиновой Ассоциацией звукозаписывающей индустрии Америки (RIAA).

## Музыкальный клип

### Съемки и продвижение
Музыкальный клип был снят кинорежиссёром Ниниан Доффом. В интервью для Vice 's The Creators Project Дофф объяснил, что решил использовать злодея в качестве главного действующего лица из-за содержания песни: «Я подумал, что это было действительно забавно и умно, что [Mikkie Snow] удалось сослаться на человека, который нес ответственность за смерть около 40 миллионов человек в счастливой песне о любви». Сначала к нему в голову пришла концепция о влюбленности антагониста, поэтому Дофф задумал историю о типичном злодее из кино, который будет бороться с человеческими эмоциями. Виннберг, один из участников группы, в интервью шведскому журналу QX сказал, что они выбирали между двадцатью различными концепциями, прежде чем остановились на гей-романе между злодеем и шпионом. Патрик Меллер выступил в роли оператора-постановщика, а Саппл Нэм поставил все хореографические элементы. Создателями фильма числятся компания Pulse Films, редактор Росс Халлард, продюсер Рик Грин и художник-постановщик Тим Гибсон. Среди актёрского каста — Адам Джонс играет злодея, а Эдвард Хейс Нири — шпиона.
Премьера музыкального клипа состоялась 12 января 2016 года на BuzzFeed. Он был встречен в основном положительными отзывами комментаторов. В 2016 году видео было номинировано на четыре награды UK Music Video Awards, выиграв в категории «Best Pop Video (International)» и «Best Cinematography». Клип также был номинирован на премию Webby Awards 2017 в категории музыкальных видеороликов.

### Сюжет
В начале видеоклипа злодей удерживает в своем логове шпиона, списанного с образа с Джеймса Бонда. Как только он собирается нажать кнопку, чтобы убить своего пленника, его смена заканчивается, и судьба шпиона остается нерешенной до следующего рабочего дня. Дома злодей оказывается несчастным в браке со своей женой (Кэролайн О’Хара). На следующий день вместо того, чтобы уничтожить своего врага, злодей в конечном итоге решает освободить пленника, который затем пытается сбежать. Однако, в последнюю минуту передумав, он добровольно возвращается к своему похитителю. Затем два персонажа объединяются в совместном танце, и злодей впервые в видео кажется счастливым. Клип исследует темы гомосексуальности: то, как меняется главный герой истории, бросивший свою жену, чтобы начать новую жизнь со своим пленником. История заканчивается тем, что прежняя жена главного героя шпионит за ним и его новым партнером, по-видимому, замышляя отомстить.

## Живые выступления и кавер-версия
Mikkie Snow исполнила «Genghis Khan» совместно с другой песней из этого же альбома «Heart Is Full» на Jimmy Kimmel Live! в марте 2016 года. 7 марта 2016 года группа исполнила песню в Paste Studio в Нью-Йорке для музыкального журнала Paste. Вятт и Виннберг исполнили альтернативную версию сингла вместе с «Animal» и «I Feel the Weight» в студии музыканта Джима Ино в Остине, штат Техас.16 марта 2016 г. Виннберг тут же создал новый бит для «Mikkie Snow». Аудиозапись была впоследствии выпущена как часть EP Spotify Sessions на потоковом сервисе Spotify. 18 апреля 2016 года группа включила «Genghis Khan» в концертную программу Apogee Studios для радиостанции KCRW. Съемка вышла в эфир в эфире радиопрограммы «Morning Becomes Eclectic» 3 мая. Группа также исполнила сингл в рамках iii World Tour в Северной Америке и Европе в течение 2016 года.
29 апреля 2016 года американский дуэт MS MR написал кавер-версию на «Genghis Khan» для австралийской радиостанции Triple J в сегменте Like a Version. Кавер включен в сборник альбома Like a Version 12 (2016).

## Списки треков
- Digital download[45]

1. «Genghis Khan» — 3:32

- Digital EP — Remixes[46]

1. «Genghis Khan» (Louis the Child remix) — 3:16
2. «Genghis Khan» (Hook n Sling remix) — 4:32
3. «Genghis Khan» (Empress Of remix) — 3:08
4. «Genghis Khan» (CID remix) — 4:15
5. «Genghis Khan» (Yacht Club remix) — 4:17

## Чарты
| Чарт (2016)                                  | Наивысшая позиция |
| -------------------------------------------- | ----------------- |
| Австралия (ARIA)                             | 44                |
| Канада (Billboard Canadian Hot 100)          | 86                |
| Канада (Billboard Rock)                      | 12                |
| Швеция (Sverigetopplistan)                   | 8                 |
| США (Billboard Alternative Airplay)          | 6                 |
| США (Billboard Hot Rock & Alternative Songs) | 12                |
| США (Billboard Rock & Alternative Airplay)   | 12                |

| Chart (2016)                      | Позиция |
| --------------------------------- | ------- |
| США Alternative Songs (Billboard) | 25      |
| США Hot Rock Songs (Billboard)    | 35      |

## Сертификации
| Регион                                                                      | Сертификация | Продажи   |
| --------------------------------------------------------------------------- | ------------ | --------- |
| Канада (Music Canada)                                                       | Золотой      | 40 000    |
| США (RIAA)                                                                  | Платиновый   | 1 000 000 |
| Данные о продажах + прослушиваниях приведены только на основе сертификации. |              |           |